# Myrmecopora
Myrmecopora är ett släkte av skalbaggar som beskrevs av Félicien Henry Caignart de Saulcy 1865. Myrmecopora ingår i familjen kortvingar.
Kladogram enligt Catalogue of Life och Dyntaxa:
| Myrmecopora | \| \| Myrmecopora pumila \| \| \| \| \| \| Myrmecopora sulcata \| \| \| \| \| \| Myrmecopora vaga \| \| \| \| |
|             | \| \| Myrmecopora pumila \| \| \| \| \| \| Myrmecopora sulcata \| \| \| \| \| \| Myrmecopora vaga \| \| \| \| |
|             | Myrmecopora pumila                                                                                            |
|             | |
|             | Myrmecopora sulcata                                                                                           |
|             | |
|             | Myrmecopora vaga                                                                                              |
|             | |